# Attacchi suicidi in Sri Lanka
Gli attacchi suicidi erano una tattica popolare delle Tigri per la liberazione della patria Tamil. Secondo la Jane's Information Group, tra il 1980 e il 2000, le Tigri (o LTTE) effettuarono 168 attacchi suicidi che causarono gravi danni a obiettivi civili, economici e militari. 

## Storia
Il primo importante attentato suicida delle LTTE avvenne nel 1987 quando il Capitano Miller guidò un camion carico di esplosivo in un campo militare dello Sri Lanka uccidendo 40 soldati. Fu proclamato dalle LTTE come la prima Tigre Nera. Il ricorso a un attentato suicida da parte dell'LTTE divenne famoso negli anni novanta quando svilupparono un singolare ordigno suicida che sarebbe stato emulato da gruppi terroristici in tutto il mondo, incluso il Medio Oriente. Il 21 maggio del 1991, la LTTE venne riconosciuta come il primo gruppo terrorista a uccidere un leader mondiale, quando Thenmozhi Rajaratnam si fece esplodere durante un comizio elettorale di Rajiv Gandhi, uccidendo lui e altre 14 persone presenti. Le Tigri Nere dell'LTTE assassinarono Rajiv Gandhi nel 1991 con l'utilizzo di un prototipo di giubbotto esplosivo, e Ranasinghe Premadasa nel 1993.
I civili sono stati presi di mira in numerose occasioni, compreso un importante attacco all'aeroporto internazionale di Colombo nel 2001 che causò danni a diversi aerei di linea e jet militari, uccidendo 16 persone. L'organizzazione terroristica delle Tigri fu anche responsabile di un attacco a un tempio buddista nel 1998 e al sito patrimonio dell'umanità dell'UNESCO, il tempio Sri Dalada Maligawa in Kandy, dove vennero uccisi 8 fedeli. L'attacco fu simbolico in quanto quel santuario, dove viene conservato un dente sacro di Buddha, è considerato il tempio più importante dello Sri Lanka.  Altri santuari buddisti sono stati oggetto di attacchi terroristici, in particolare il Tempio Sambuddhaloka in Colombo, dove vennero uccisi 9 fedeli. La domenica di Pasqua del 2019, centinaia di persone sono morte in otto diversi attentati suicidi nelle chiese e negli hotel di lusso. La polizia ha inizialmente sospettato del gruppo locale Thowheeth Jamath nazionale.

## Lista di attentati suicidi
| Attacco                                     | Data              | Luogo                                                                                       | Vittime | Sources |
| ------------------------------------------- | ----------------- | ------------------------------------------------------------------------------------------- | ------- | ------- |
| Attentato a Sagarawardena                   | 20 settembre 1994 | Provincia del nord ovest, costa di Mannar                                                   | 25      |         |
| Esplosione di un treno a Dehiwala           | 24 luglio 1996    | Dehiwala, provincia occidentale                                                             | 64      |         |
| Esplosione al Colombo World Trade Centre    | 15 ottobre 1997   | Colombo, provincia occidentale                                                              | 15      |         |
| Attentato al tempio Sri Dalada Maligawa     | 25 gennaio 1998   | Kandy, provincia centrale                                                                   | 17      |         |
| Assassinio di Neelan Tiruchelvam            | 29 luglio 1999    | Colombo, provincia occidentale                                                              | 3       |         |
| Attentato alla Central Bank                 | 31 gennaio 1996   | Colombo, provincia occidentale                                                              | 91      |         |
| Attacco all'aeroporto Bandaranaike          | 24 luglio 2001    | Bandaranaike International Airport, provincia occidentale                                   | 16      |         |
| Attentato Digampathana                      | 16 ottobre 2006   | Digampathaha, Dambulla provincia del centro-nord                                            | 92–103  |         |
| Attentato ad autobus Sri Lanka              | 2008              |                                                                                             | 32      |         |
| Bombardamento a Weliveriya                  | 6 aprile 2008     | Weliveriya, provincia occidentale                                                           | 15      |         |
| Attentato alla stazione ferroviaria di Fort | 3 febbraio 2008   | Colombo Fort, provincia occidentale                                                         | 12      |         |
| Raid aereo suicida su Colombo               | 20 febbraio 2009  | Colombo, provincia occidentale                                                              | 2       |         |
| Attentato suicida a Akuressa                | 10 marzo 2009     | Akuressa, provincia meridionale                                                             | 14      |         |
| Attacchi suicidi la domenica di Pasqua      | 21 aprile 2019    | Negombo, Batticaloa, Colombo (compresi i distretti di Kochchikade, Dehiwala, e Dematagoda ) | 253     |         |